# Come mia madre
Come mia madre è un singolo della cantautrice italiana Giordana Angi, pubblicato il 6 febbraio 2020.
Con il brano, scritto da lei e Manuel Finotti, la cantante si è presentata al Festival di Sanremo 2020, segnando la sua seconda partecipazione alla kermesse dopo l'edizione 2012, nonché la prima nei Big, dove si classifica al 20º posto.

## Video musicale
In contemporanea con il lancio del singolo, il videoclip è stato pubblicato sul canale Vevo-YouTube della cantante.

## Classifiche
| Classifica (2020) | Posizione massima |
| ----------------- | ----------------- |
| Italia            | 55                |